# Culpina K
Culpina K es una localidad de Bolivia, ubicada en las tierras altas del suroeste del país. Administrativamente está ubicada en el municipio de Colcha K de la provincia de Nor Lípez en el departamento de Potosí.
La localidad se encuentra a una altitud de 3753 m s. n. m., unos 60 kilómetros al sur del Salar de Uyuni, el salar más grande del mundo.
En la plaza central del pueblo se encuentra un monumento con forma de caracol y de magnetita. La escultura tiene 7 metros de altura y para su construcción se utilizaron rocas de 200 toneladas de peso. En 2002 se presentó un proyecto para impulsar el turismo en el pueblo, con un costo de 200.000 dólares. Este proyecto contó con el financiamiento de la Corporación Andina de Fomento (CAF), de Minera San Cristóbal y con el aporte propio de la comunidad de Culpina K.

## Geografía
Culpina K se encuentra en el Altiplano boliviano, entre las cadenas montañosas andinas de la Cordillera Occidental y la Cordillera de Lípez. El clima de la región es semiárido y se caracteriza por un clima diurno característico.
La temperatura media media de la región es de 7,7 °C y varía levemente entre 3 °C en junio y julio y alrededor de 10 °C de noviembre a marzo. La precipitación anual es de sólo 100 mm, siendo los meses de abril a noviembre casi sin precipitaciones; Las precipitaciones significativas caen solo en los meses de enero y febrero, cada uno con 30 mm por mes.
Según la clasificación climática, el clima de la región es Frío y Seco (BWk).

## Transporte
Culpina K se ubica a 298 kilómetros por carretera al suroeste de Potosí, capital del departamento homónimo.
Desde Potosí, la ruta nacional asfaltada Ruta 5 recorre 198 kilómetros al suroeste hasta Uyuni, de allí la Ruta 701 continúa al suroeste y luego de 61 km cruza el Río Grande de Uyuni y luego de otros 27 km llega al pueblo de San Cristóbal de Lípez. De aquí a Culpina K son otros 14 km al sur. El pueblo es un paso obligado entre Uyuni y las lagunas Verde y Colorada.

## Demografía
La población del pueblo casi se ha duplicado en la década entre los dos últimos censos:
| Año  | Habitantes | Fuente |
| ---- | ---------- | ------ |
| 1992 | -          | Censo  |
| 2001 | 371        | Censo  |
| 2012 | 674        | Censo  |

La región tiene una alta proporción de población quechua, ya que en el municipio de Colcha K el 93 % de la población habla quechua. La mayoría de sus habitantes se dedican a la quinua y los auquénidos, como las llamas.